# Towarzysz

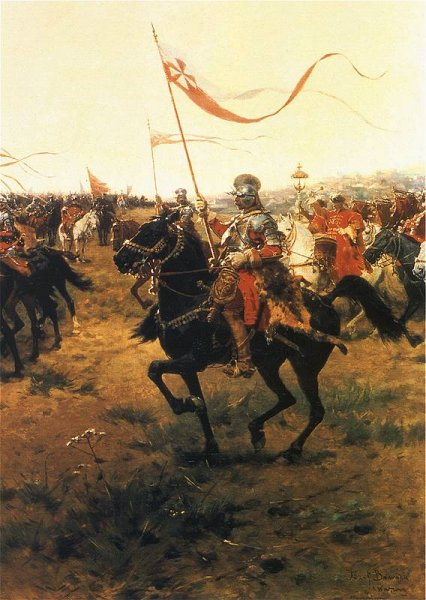
Towarzysz husarski

Un towarzysz (en polaco: compañero; plural: towarzysze) fue un oficial de caballería del ejército de la República de las Dos Naciones (autorament narodowy) desde el siglo XVI hasta 1794. Era responsable de aportar y liderar un contingente de tropas en el ejército polaco-lituano.

## Historia
En el ejército polaco-lituano (hasta las reformas de 1775) un towarzysz era normalmente un noble que servía en el ejército un periodo de tiempo (normalmente menos de 5 años) como jinete con sus vasallos (caballería pesada o húsares, cosacos, pancerny, petyhorcy, haiduk) y criados libres (caballería ligera p. ej. valacos, lisowczyk, tártaros), organizados en compañías (chorągiew). Su paga dependía del tipo de caballería. Normalmente entre 1 y 4 hombres (pocztowy o pacholiks) formaban la aportación prescrita por el contrato del noble con su comandante, el rotameister (rotmistrz) y el estado. Era responsabilidad del towarzysz armar, equipar y liderar a su escuadrón, debiendo los sirvientes cuidar de los caballos y realizar el forrajeo y actividades auxiliares. 
Pese a ello, las cantidades de cada tipo eran variables y había compañías únicamente de caballería pesada o ligeria. Esta diferencia era clave en su categorización, dado que las unidades podían ser caballería pesada – (towarzysz husarski de los húsares alados polacos), caballería media  – towarzysz kozacki (o tras 1648 – Towarzysz pancerny, una caballería auxiliar acorazada), o caballería ligera – towarzysz lekkiego znaku etc. La caballería pesada era la más prestigiosa pero también la más cara de mantener. Las reformas de 1775 modernizaron la caballería, dejando en cada towarzysz un lancero y una unidad en la Kawaleria Narodowa, Pulk Jazdy Przedniej u otros regimientos.

## Fuera de Polonia
En el imperio austriaco, después de la Segunda Partición de Polonia, en 1781, se formó un regimiento de caballería al estilo polaco bajo el nombre de Königliche galizische adelige Leibgarde, preservando el modelo de organización towarzysz-pocztowy.
En Rusia, después de la Tercera Partición de Polonia en 1797, se formaron dos regimientos de caballería polaca el Konnopolski Regiment y el Tatar Regiment, bajo el modelo de organización towarzysz-pocztowy.
En el ejército prusiano de Federico Guillermo II de Prusia y fueron varios los regimientos de caballería polaca y tártara. De hecho, existió un Regimiento Towarczys, organizado en 1799. El regimiento mantuvo la estructura towarzysz y estuvo formado por ulanos polacos, pero no sobrevivió al colapso prusiano de 1806 y pasó al Gran Ducado de Varsovia. Aun así otros regimientos de ulanos polacos sobrevivieron y fueron la base para las unidades de ulanos prusianos.

## Legado
Durante el siglo XIX, el término Towarzysz adquirió el mismo uso que el ruso товарищ (tovarishch), o 'camarada' y así se empleó durante el siglo XX, perdiendo el significado militar original. El régimen socialista incentivó su uso frente a otras expresiones como Pan ("señor"), prefiriendo el uso público de Towarszysz (camarada) u Obywatel (ciudadano).